# Попель Іван
Д-р Іван (Янко) Попель (1892/1893, с. Бобулинці — 1943, Братислава) — український галицький вояк, правник.

## Життєпис
Народився в 1892 чи 1893 році в с. Бобулинці, нині Бучацький район, Тернопільська область, Україна (тоді Королівство Галичини та Володимирії, Австро-Угорщина).  Навчався в Бучацькій державній гімназії, яку не закінчив через початок Першої світової війни.
Воював у лавах УГА (мав ранг старши́ни (офіцера)). Після воєн здобув ступінь доктора права. Працював суддею Найвищого суду Словацької Республіки.
Помер у Братиславі на 51-му році життя.